# وشم خاکستری
وشم خاکستری (نام علمی: Tinamus tao) نام یک گونه از سرده وشم‌های بزرگ‌تر است.